# Alfred Kurella

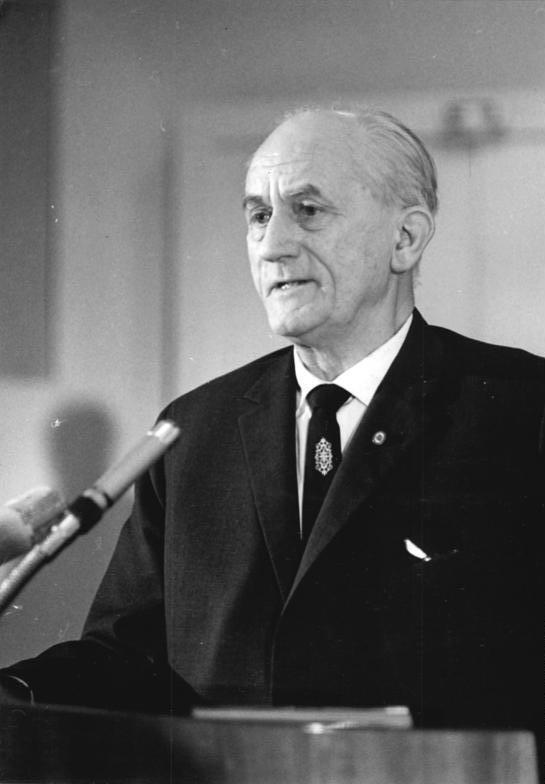
Alfred Kurella (1967)

Alfred Kurella (* 2. Mai 1895 in Brieg, Provinz Schlesien; † 12. Juni 1975 in Berlin) war ein deutscher Schriftsteller, Übersetzer und Kulturfunktionär der SED in der DDR. Er gehörte als Kandidat dem Politbüro des ZK der SED an.

## Leben und Wirken

### 1895 bis 1918
Alfred Kurella, Sohn des Arztes und Psychiaters Hans Kurella (1858–1916) und der Übersetzerin und Schriftstellerin Marie Kurella (geb. von Karczewski, 1868–1923), studierte nach dem Besuch des Gymnasiums in Breslau, Ahrweiler und Bonn Malerei und Grafik an der Kunstgewerbeschule München. 
Er wurde 1914 Kriegsfreiwilliger im Ersten Weltkrieg. Nach der durch Simulation erwirkten Entlassung aus dem Kriegsdienst lebte er ab 1916 als Hauslehrer und Mitarbeiter linker bürgerlicher Zeitungen in Leipzig und Dresden.
Von 1910 bis 1918 war Kurella Mitglied der Jugendbewegung, er war im Oktober 1913 Teilnehmer des Ersten Freideutschen Jugendtages auf dem Hohen Meißner und später Herausgeber der Zeitschrift Freideutsche Jugend. Zusammen mit Walter Benjamin, Hans Blüher, Ernst Joëll, Fritz Klatt, den Brüdern Hans und Walter Koch, Hans Kollwitz, Erich Krems und Alexander Rüstow gehörte er auch dem Westender Kreis an, der den linken Flügel der bürgerlichen Jugendbewegung zusammenführte. Klatt war wahrscheinlich der geistige und publizistische Motor dieses Bundes.
1917 und 1918 versuchte Kurella, die mittlerweile zersplitterte und durch den Krieg dezimierte bürgerliche Jugendbewegung zu einen, ein Vorhaben, das misslang.

### 1918 bis 1934
Im November 1918 gründete Kurella eine Ortsgruppe der Freien Sozialistischen Jugend in München. Im Dezember 1918 trat er der neugegründeten KPD bei. 
Auf einer Fahrt als Kurier der KPD traf er 1919 in Moskau mit Lenin zusammen. Er war als Vertreter des russischen kommunistischen Jugendverbandes Mitbegründer der Kommunistischen Jugendinternationale (KJI) und ab 1921 erster Sekretär des Berliner und Moskauer Exekutivkomitees der KJI. Zugleich gehörte er von 1920 bis 1934 dem Büro des Zentralkomitees des Komsomol an. Von 1924 bis 1929 war er Mitglied der WKP (B). In diesen Jahren veröffentlichte er unter den Pseudonymen Viktor Röbig (1919) und Bernhard Ziegler bzw. A. Bernard (1920–1929).
Von 1924 bis 1926 leitete er eine Jugendschule der Kommunistischen Internationale (Komintern) und eine Schule der französischen Kommunistischen Partei in Bobigny. 
Von 1926 bis 1928 war Kurella stellvertretender Leiter der Agitprop-Abteilung des Exekutivkomitees der Kommunistischen Internationale, 1928 und 1929 Leiter der Abteilung Bildende Kunst im Volkskommissariat für Volksbildung der RSFSR und Redakteur der Komsomolskaja Prawda. 
Aufgrund von Vorwürfen „ultralinker, formalistischer Fehler“ kehrte Kurella nach Deutschland zurück, wo er als freier Schriftsteller arbeitete und für die KPD aktiv war. 1931 unterrichtete er an der Marxistischen Arbeiterschule (MASCH) und unternahm eine Studienreise nach Italien. 
Von 1932 bis 1934 war er Sekretär des Internationalen Komitees zum Kampf gegen Krieg und Faschismus und Chefredakteur dessen Organs Le Front Mondial. In dieser Funktion arbeitete er eng mit Henri Barbusse zusammen. Bis Herbst 1933 war Kurella Chefredakteur der Zeitschrift Monde. „Er sorgte mit dafür, dass die als ‚salonsozialistisch‘ kritisierte […] Zeitschrift ungefähr ab Herbst 1932 stalinisiert, bzw. auf die Linie der Komintern und des sowjetischen Schriftstellerverbands gebracht wurde. Diesem Prozess fielen auch die libertären und antistalinistischen Mitarbeiter und Autoren zum Opfer“.

### 1934 bis 1954
Von März 1934 bis Februar 1935 arbeitete Kurella als persönlicher Sekretär von Georgi Dimitrow in Moskau und bis 1937 in der wissenschaftlich-bibliografischen Abteilung der Moskauer Zentralbibliothek für ausländische Literatur. Dort hatte er für die Entfernung fremdsprachiger Schriften zu sorgen, die als trotzkistisch oder anderweitig „abweichend“ galten.
Kurella verfasste 1935 eine hagiografische Stalin-Biografie, die allerdings unter dem Namen von Barbusse veröffentlicht wurde – 1937 wurde sie zurückgezogen, weil sie Zitate angeblicher Staatsfeinde enthielt.
1936 schrieb er vor dem Hintergrund der drohenden Gefahr, als „Doppelzüngler“ gebrandmarkt und Opfer des Großen Terrors zu werden, den Roman Die Gronauer Akten. Dieser Roman, nach Ansicht von Martin Schaad ein „äsopisches Meisterwerk“, der der politischen Rehabilitierung Kurellas dienen sollte, konnte damals aus politischen Gründen nicht erscheinen. Dies geschah erst 1954.
1937 wurde Kurella sowjetischer Staatsbürger. Im selben Jahr wurde in Moskau sein jüngerer Bruder, der Journalist Heinrich Kurella (1905–1937) verhaftet, zum Tode verurteilt und erschossen. „Hedda Zinner erinnerte sich 1989, damals sei in Moskau davon gesprochen worden, Alfred habe seinen Bruder Heinrich denunziert.“ Nach Aussagen von Martin Schaad gibt es für diese Behauptung in den Quellen allerdings keinerlei Hinweise.
Im Zweiten Weltkrieg war Kurella von 1941 bis 1945 Oberredakteur in der Politischen Hauptverwaltung der Roten Armee. Er arbeitete als Redakteur verschiedener (Front-)Zeitungen und absolvierte Dezember 1942/Januar 1943 auch einen Propagandaeinsatz im Kessel von Welikije Luki. 1943 arbeitete er am Entwurf des Manifestes der Nationalkomitee Freies Deutschland mit und war leitender Redakteur für das Informationsressort von dessen Zeitung Freies Deutschland.
1946 zog Kurella in das abchasische Dorf Pschu im Kaukasus, wo er vor allem als Maler und Bildhauer, aber auch als Schriftsteller, Übersetzer und Herausgeber (u. a. von Werken von Nikolai Tschernyschewski, Nikolai Dobroljubow, Alexander Herzen, Taras Schewtschenko) lebte. Seit 1948 versuchte er, die Erlaubnis zu seiner Rückkehr nach Deutschland zu erwirken. Ab 1949 lebte er wieder in Moskau. In der SED nicht unumstritten, wurde Kurella von Walter Ulbricht dennoch 1949 angefordert, während Johannes R. Becher und Wilhelm Pieck Kurellas Rückkehr hinauszuzögern versuchten. Als hochrangiger Geheimdienst- und Nomenklaturkader der Komintern hatte Kurella bis zur Rückkehr nach Deutschland 1954 die für sowjetische Geheimnisträger übliche fünfjährige Kaltstellungsphase abzuwarten.

### 1954 bis 1975
Am 9. Februar 1954 übersiedelte Kurella in die DDR, trat der SED bei und war von 1955 bis 1957 erster Direktor des Institutes für Literatur in Leipzig. Er übernahm leitende Funktionen in der Akademie der Künste, dem Schriftstellerverband der DDR und dem Kulturbund. Von 1957 bis 1963 war er Leiter der Kulturkommission des Politbüros des Zentralkomitees der SED, seit 1958 auch Kandidat des Politbüros (bis 1963) und Abgeordneter der Volkskammer. In diesen Funktionen war Kurella, der zeitlebens ein Liebhaber der Werke von Stefan George blieb, maßgeblich an der Durchsetzung des Sozialistischen Realismus und zahlreichen kulturpolitischen Interventionen der SED beteiligt. Er galt als Stalinist und zerstörte als solcher Karrieren und künstlerisches Schaffen, das er für parteischädigend hielt. Ab 1963 war er Mitglied der Ideologischen Kommission des Politbüros des ZK der SED. 1968 promovierte er an der Friedrich-Schiller-Universität Jena zum Dr. phil. mit der Arbeit „Das Eigene und das Fremde“.

## Privatleben

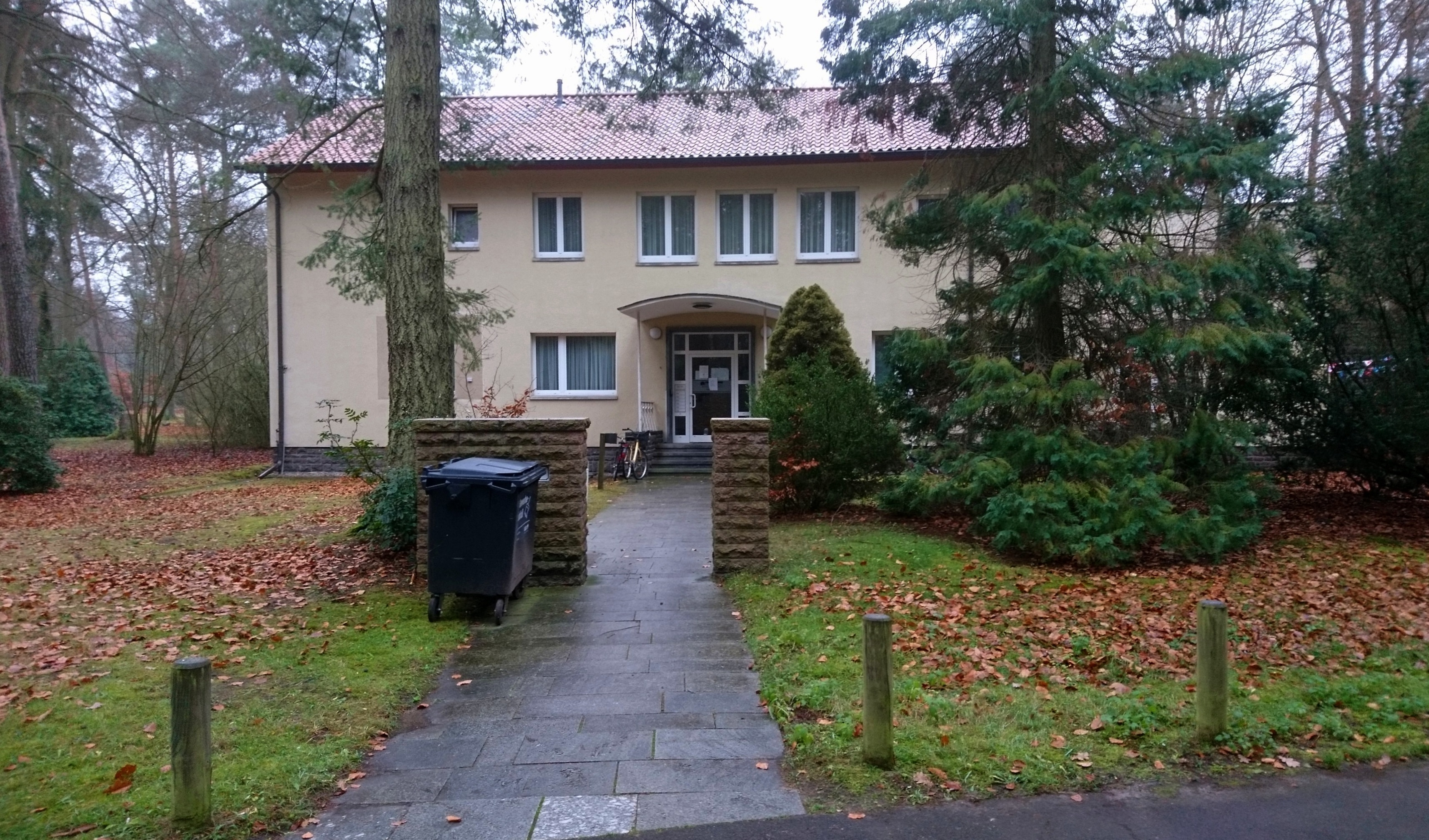
Waldsiedlung Wandlitz, das einst von Kurella bewohnte „Haus 5“

Kurella heiratete 1920 in Berlin die 1896 in Wien geborene Margarete Agnes Hannah Elisabeth Hahlo, Tochter des Berliner Fabrikdirektors William Friedrich Hahlo und der Wilhelmine Rosa Johanne, geborene Goldschmidt. Aus dieser Ehe entstammte sein Sohn Gregor Kurella, einer der wenigen Deutschen, die von 1942 bis 1945 in der Roten Armee kämpften. Die Ehe wurde 1930 geschieden. 
Ab 1938 war Kurella mit der Ärztin Elfriede Cohn-Vossen, geb. Ranft († 1957), verheiratet; diese war die Witwe von Stefan Cohn-Vossen. Er wurde damit Stiefvater von Richard Cohn-Vossen. Er war ähnlich wie sein Vater als Übersetzer für antifaschistische Flugblätter und Agitationsschriften unter Wehrmachtssoldaten tätig. 
1958 heiratete der verwitwete Kurella Sonja (1924–2013), eine Tochter von Georg Schwarz.
Die Sängerin und Songwriterin Masha Qrella (Mariana Kurella) ist seine Enkelin.
Alfred Kurella verwendete auch die Pseudonyme Heinrich Binder und Bernhard Ziegler.

## Auszeichnungen

Grab von Kurella in Berlin

Kurella wurde 1960 mit dem Karl-Marx-Orden, 1969 mit dem Nationalpreis und 1970 mit dem Kulturpreis des FDGB und der FDJ sowie der Ehrenspange zum Vaterländischen Verdienstorden ausgezeichnet. 
Seine Urne wurde in der Gedenkstätte der Sozialisten auf dem Zentralfriedhof Friedrichsfelde in Berlin-Lichtenberg beigesetzt. 
Am 8. Januar 1985 erschien eine Sonderbriefmarke mit seinem Porträt in der Serie Persönlichkeiten der deutschen Arbeiterbewegung.

## Werke und Schriften
- Wandervogel Lautenbuch. Heinrichhofens Verlag, Magdeburg 1913.
- Gründung und Aufbau der Kommunistischen Jugendinternationale. Berlin: Verlag der Jugendinternationale 1929; München: Trikont 1972.
- Mussolini ohne Maske. Der erste rote Reporter bereist Italien. Berlin: Neuer Deutscher Verlag 1931.
- Wo liegt Madrid? Sieben Erzählungen. Kiew: Staatsverlag der nationalen Minderheiten der UdSSR 1939; Berlin: Verlag des Ministeriums für Nationale Verteidigung 1956.
- Ich lebe in Moskau. Berlin: Verlag Volk und Welt 1947.
- Ost und [oder] West. Unsinn, Sinn und tiefere Bedeutung eines Schlagwortes. Berlin: Verlag Volk und Welt 1948.
- Die Gronauer Akten. Roman. Berlin: Aufbau-Verlag 1954.
- Der Mensch als Schöpfer seiner selbst. Beiträge zum sozialistischen Humanismus. Berlin: Aufbau-Verlag 1958.
- Zwischendurch. Verstreute Essays 1934–1940. Berlin. Weimar: Aufbau-Verlag 1961.
- Kleiner Stein im großen Spiel. Roman. Berlin: Verlag Kultur und Fortschritt 1961.
- Dimitroff kontra Göring. Berlin: Dietz-Verlag 1964.
- Unterwegs zu Lenin. Erinnerungen. Berlin: Verlag Neues Leben 1967; unter dem gleichnamigen Titel 1970 verfilmt.
- Das Eigene und das Fremde. Neue Beiträge zum Sozialistischen Humanismus. Berlin, Weimar: Aufbau-Verlag 1968 (307 S.); 2., erweiterte Auflage 1970 (343 S.); Berlin: Dietz-Verlag 1981 (521 S.).
- Der ganze Mensch. Reden. Berlin: Verlag Tribüne 1969.
- Alfred Kurella, Elfriede Cohn-Vossen: Der Traum von Ps’chu. Ein Ehe-Briefwechsel im zweiten Weltkrieg, hrsg. von der Akademie der Künste der DDR. Berlin: Aufbau-Verlag 1984.